# Argyrodes projeles
Argyrodes projeles är en spindelart som beskrevs av Benoy Krishna Tikader 1970. Argyrodes projeles ingår i släktet Argyrodes och familjen klotspindlar. Inga underarter finns listade i Catalogue of Life.